# آتش و حرکت

تصویر شماتیک از تاکتیک آتش و حرکت.

آتش و حرکت (انگلیسی: Fire and movement) یا آتش و مانور، تاکتیک اساسی واحدهای سطح پایین نظامی مدرن است که برای مانور در میدان نبرد در حضور دشمن، به ویژه هنگامی که زیر آتش هستند، استفاده می‌شود. این تاکتیک شامل استفاده سنگین از تمام پوشش موجود و تبادل بسیار هماهنگ حرکت سریع توسط برخی از عناصر جوخه یا دسته است، در حالی که سایر عناصر این حرکت را با آتش سرکوبگرانه پوشش می‌دهند.
این تاکتیک هم برای پیشروی به سمت مواضع دشمن به عنوان بخشی از یک حمله و هم برای عقب‌نشینی از مواضع فعلی تحت حمله دشمن استفاده می‌شود. عناصر متحرک و پشتیبانی (سرکوبگر) ممکن است تیم‌ها یا افراد باشند و ممکن است به سرعت و به طور مداوم نقش‌ها را عوض کنند تا کل واحد هدف، مانور را تکمیل کند. برخی از اعضا در نقش‌های مختلف در آتش و حرکت، متناسب با برد، تجهیزات، زمین و توانایی مانور خود، تخصص بیشتری پیدا می‌کنند. این تاکتیک معمولاً در مورد تاکتیک‌های استاندارد پیاده‌نظام اعمال می‌شود، اما اشکالی از آن نیز با خودروهای جنگی زرهی یا در صورت پشتیبانی توسط توپخانه یا نیروی هوایی استفاده می‌شود.